# Камрань (аеропорт)
Камрань (в'єт. Sân bay quốc tế Cam Ranh, англ. Cam Ranh International Airport) — цивільний аеропорт у в'єтнамській провінції Кханьхоа. Розташований у місті Камрань, приблизно година їзди від міста Нячанг, адміністративного центра провінції. З 2010 року аеропорт має статус міжнародного.
Аеропорт був побудований американськими військовими під час війни у В'єтнамі, як частина бази Кармань. Після закінчення війни та виводу американських військ, аеропорт з 1979 по 2002 роки використовувався радянськими, а потім російськими ПС. 19 травня 2004 року аеропорт був відкритий, як цивільний після реконструкції. У той же день аеропорт прийняв перший комерційний рейс з міста Ханой.

## Параметри
Аеропорт розташований на висоті 12 метрів над рівне моря. Має злітну смугу розмірами 3,048 × 46 метрів, яка має бетонне покриття.

## Авіакомпанії на напрямки
- Jetstar Pacific Airlines, сезонні: Ханой, Хошимін
- Nordwind, сезонні: Улан-Уде
- Vietnam Airlines — Дананг, Ханой, Хошимін
- AirAsia - Таїланд, В'єтнам, Малайзія, ПД Корея, Китай